# Sauga
Sauga è un comune rurale dell'Estonia meridionale, nella contea di Pärnumaa. Il centro amministrativo è l'omonimo borgo (in estone alevik).

## Località
Oltre al capoluogo, il comune comprende 10 località (in estone küla):
- Eametsa
- Kiisa
- Kilksama
- Nurme
- Pulli
- Räägu
- Rütavere
- Tammiste
- Urge
- Vainu